# Assendelft

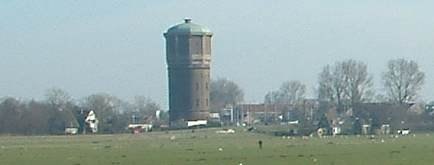
De watertoren

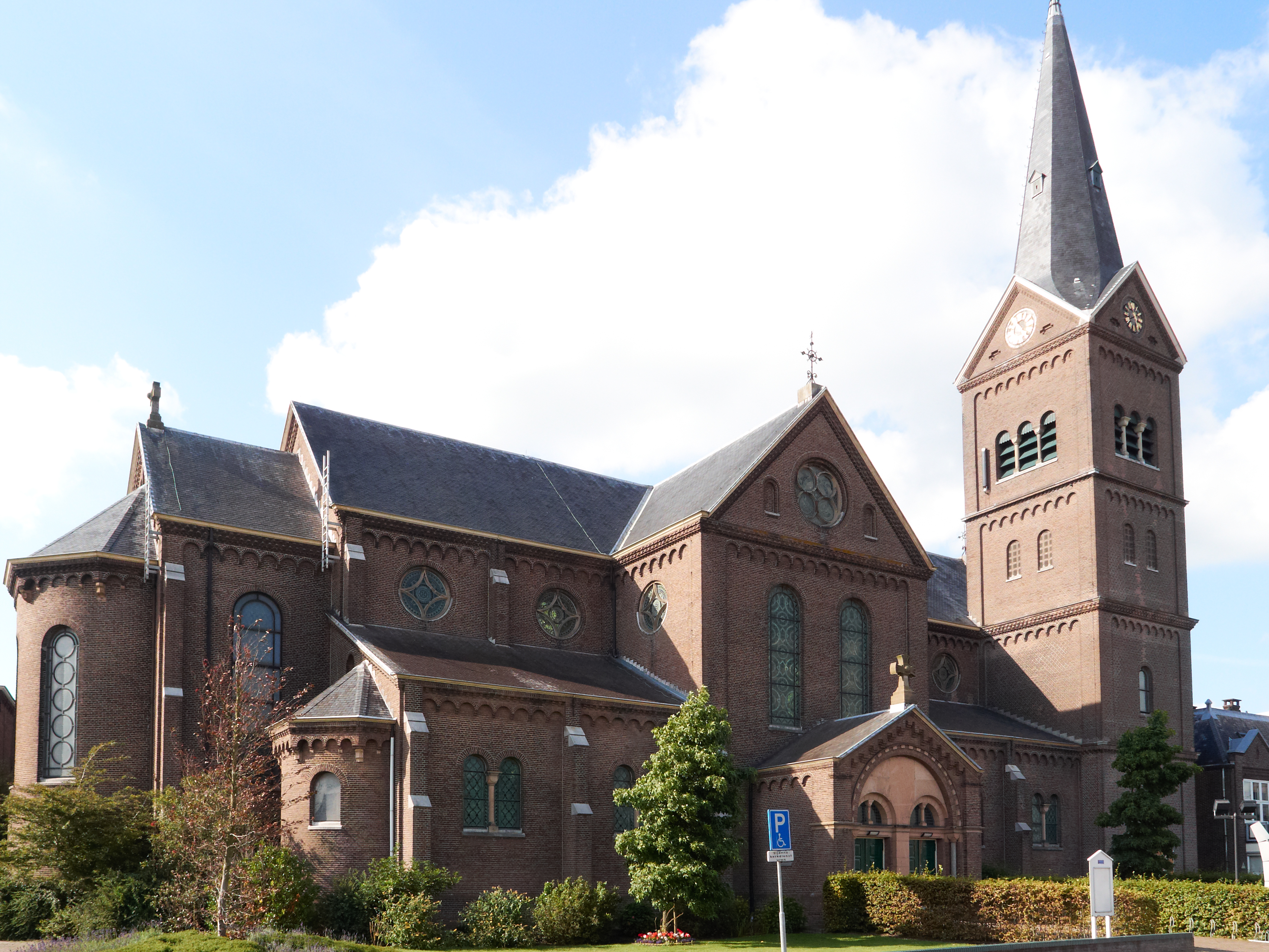
Sint-Odulphuskerk

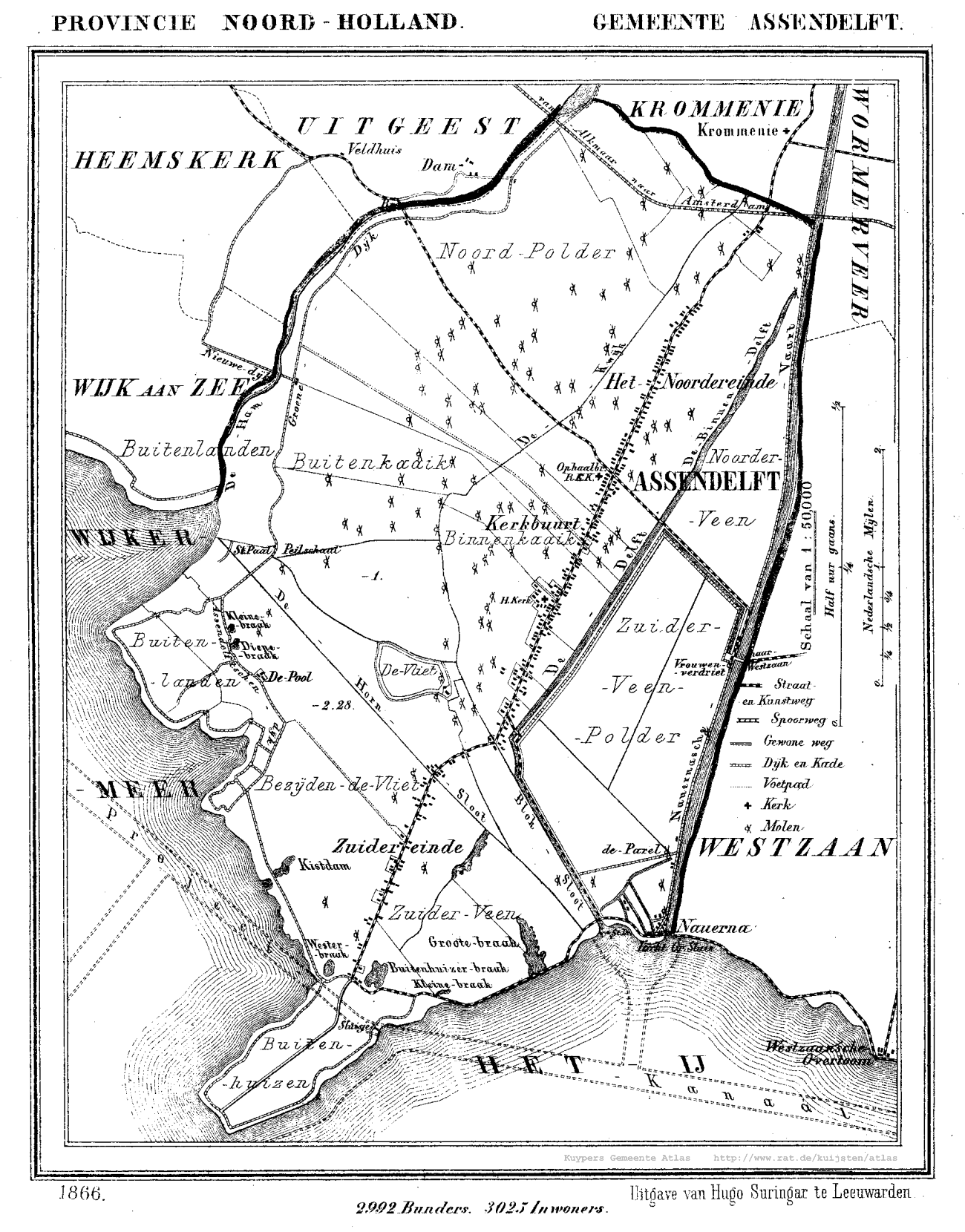
Kaart van Assendelft uit 1866

Assendelft is een lintdorp in de provincie Noord-Holland dat deel uitmaakt van de gemeente Zaanstad. Het dorp is van oorsprong opgedeeld in verschillende buurtschappen, het Noordeinde, de Kerkbuurt en het Zuideinde. Later zijn daar Langeheit en wat overgebleven was van de plaats Buitenhuizen bij gekomen. Aan de westkant kent Assendelft een groot poldergebied, met onder meer een deel van de buurtschap Busch en Dam. Aan de oostkant van Assendelft zijn de buurtschappen Vrouwenverdriet en Nauerna gelegen.
Assendelft had in 2023 24.510 inwoners, waarvan 15.346 woonachtig in de vinexwijk Saendelft. Assendelft was tot 1974 een zelfstandige gemeente en was qua oppervlakte de grootste gemeente in de Zaanstreek (daarna Zaandam). In 1974 is Assendelft opgegaan in de gemeente Zaanstad.
Assendelft heeft de langste dorpsstraat met de naam Dorpsstraat van heel Nederland. Deze loopt van het Noordzeekanaal tot aan Krommenie, een lengte van 7,2 kilometer.

## Geschiedenis
Assendelft, Oostzaan en Westzaan hebben de oudste geschiedenis van de Zaanstreek. De eerste bewoning rond Assendelft ontstond ongeveer 500 v.Chr. Opgravingen hebben woonplaatsen van de eerste bewoners aan het licht gebracht. Het tegenwoordige Assendelft ligt enkele honderden meters naar het oosten.
Het oudst bekende voorkomen van de naam Assendelft, geschreven als Ascmannedilf, is van 1063. Het Germaanse "Askimanna dilbja" betekent: gegraven/gedolven door de zeerovers (askimanna).
In de middeleeuwen speelde de familie Van Assendelft een belangrijke rol. Zij waren heren van het schoutambacht en woonden op het kasteel.
De bijnaam van de Assendelvers is Spanjolen. Deze bijnaam kregen ze vanwege hun pro-Spaanse houding tijdens de Tachtigjarige Oorlog. De overige Zaanse plaatsen, zoals Oostzaan en Westzaan, alsmede Oostzaandam en Westzaandam waren Oranjegezind en dus voor de Geuzen.

## Watertoren
De watertoren van Assendelft dateert uit 1885. Dit is de oudste nog bestaande watertoren in Noord-Holland, al wordt hij niet meer als watertoren gebruikt. Een van de kenmerken van dit type watertoren is het rechte kokervormige lichaam met in de bovenkant een gietijzeren reservoir. In 1922 is op de toenmalige watertoren een waterreservoir geplaatst van beton, met aan de buitenzijde een aangepast uiterlijk. De watertoren is particulier bezit en is volledig gerestaureerd en verbouwd tot kantoorruimte en horeca.

## Station
Het station van Assendelft heet Station Krommenie-Assendelft en is gelegen  aan de spoorlijn van Amsterdam en Zaandam naar Uitgeest, Alkmaar en Den Helder; en heeft enkele busverbindingen met omliggende plaatsen.

## Openbaar vervoer per bus
Een buurtbus verbindt het station met het hele dorplint, Buitenhuizen en verder. Ook zijn er nog enkele andere busverbindingen van en naar het dorp.

## Kerkgebouwen
In Assendelft staan twee kerkgebouwen: de Rooms-Katholieke Sint-Odulphuskerk op Dorpsstraat 572 en de Hervormde Kerk Assendelft van de protestantse gemeente op Dorpsstraat 364.

## Wijken, buurten en buurtschappen in Assendelft

### Wijken en buurten
- Saendelft
  - Waterrijk
  - Parkrijk
- Kreekrijk (in aanbouw)
- Langeheit
- Zuideinde
- Noordeinde
- Centrum (Assendelft)

### Buurtschappen
- Kerkbuurt
- Westerpolder
- Buitenhuizen
- Vrouwenverdriet
- Nauerna
- Busch en Dam

## Woonplannen
- Kreekrijk (in aanbouw)
- De Overhoeken

## Sport
Assendelft kent veel sportverenigingen waaronder twee voetbalclubs genaamd SVA Assendelft en VV Assendelft, twee tennisverenigingen genaamd TVA en TC Overdan en een schaatsvereniging genaamd IJsvereniging Assendelft waar tevens in 2012 ook het NK kortebaan voor heren werd gereden. Waar nu TVA zich bevindt, was vroeger het zwembad "De Dolfijn".

## Evenementen
- Rond eind april/begin mei wordt in Assendelft een kortebaandraverij verreden. Assendelft vormt traditioneel het decor voor de opening van het kortebaanseizoen.
- In Assendelft vindt ook Haltpop plaats.
- In de eerste week van oktober vindt traditioneel de 'kermis van Assendelft' plaats.
- Elk jaar wordt er in november het evenement 'Immer Gerade Aus' georganiseerd. Dit is een kroegentocht waarbij deelnemers verkleed zijn of een kostuum dragen. De tocht loopt van Assendelft-Zuid naar Krommenie en vice versa.

## Militaire geschiedenis
In het buitengebied van Assendelft is een deel van de Stelling van Amsterdam gerealiseerd.
- Aan de Noorder IJ- en Zeedijk zijn het Fort Zuidwijkermeer en drie kruithuizen gebouwd. Een van de kruithuizen is afgebroken maar twee staan er nog.
- De liniedijk met daarin een aantal "bomvrije" damsluizen ten behoeve van de onderwaterzetting van de stelling loopt van het Noordzeekanaal naar Fort bij Veldhuis.
- Ook de namen van twee wegen in Assendelft hebben een militaire relatie, Genieweg en Communicatieweg.

## Trivia
- Locofaulismes (bijnamen of scheldnamen) voor Assendelvers zijn Gortzakken en Spanjolen.
- Er is een kippenras vernoemd naar het dorp met de naam Assendelfter
- In Assendelft worden veel tv-programma's opgenomen, onder andere Moeder, ik wil bij de Revue[4], Lieve Liza en Bonkers.[5]

## Assendelvers

### Geboren in Assendelft
- Pieter Jansz. Saenredam (1597-1665), schilder
- Adam van Vliet (1902-1994), architect
- Jan de Boer (1906-1982), burgemeester
- Ger Copper (1953-2020), goochelaar, wereldkampioen 1979
- Ton Baltus (1965), Nederlands kampioen 800 m atletiek
- Natasza Tardio (1969), schrijfster van young adult thrillers
- Tim van Assema (2002), voetballer
- Elijah Dijkstra (2006), voetballer

### Overleden in Assendelft
- Jan Saenredam (1565-1607), graveur, tekenaar en cartograaf
- Klaas de Boer Czn. (1852-1936), politicus
- Arie Lems (1928-2003), politicus

## Aanliggende kernen
- Krommenie
- Nauerna
- Westzaan
- Heemskerk
- Beverwijk
- Velsen
- Uitgeest